# 미평가
미평가(Not evaluated, NE) 종은 국제자연보전연맹(IUCN)에 의해 아직 평가되지 않은 것으로 IUCN 적색 목록의 종 목록에 분류된 종이다.
이 보존 범주는 종의 전 지구적 멸종 위험을 나타내는 9가지 IUCN 위협 평가 범주 중 하나이다. 범주는 스펙트럼 한쪽 끝의 '멸종'(EX)부터 다른 쪽 끝의 '최소관심종'(LC)까지 다양하다. '자료 부족' 및 '미평가'(NE) 범주는 특정 범주에 할당될 만큼 충분히 검토되지 않은 종을 나타내기 때문에 스펙트럼에 없다.
'미평가'라는 범주는 해당 종이 멸종 위험에 처해 있지 않다는 것을 의미하는 것이 아니라 단순히 해당 종이 아직 정량화 및 발표될 위험에 대해 연구되지 않았다는 것을 의미한다. IUCN은 '미평가'로 분류된 종을 "...위협받지 않은 것처럼 취급해서는 안 된다. 적어도 멸종 위기에 처한 분류군과 동일한 수준의 주의를 기울이는 것이 적절할 수 있다."라고 조언한다.
2015년까지 IUCN은 전 세계 76,000종이 넘는 종의 보존 상태를 평가하고 할당했다. 이 중에서 약 24,000종을 보존 수준에서 전 세계적으로 위협받는 것으로 분류했다. 그러나 지구상에 존재하는 종의 수에 대한 추정치는 3백만에서 3천만까지 다양하지만 이는 IUCN의 '미평가'(NE) 범주가 9개 멸종 위험 범주 중 단연 가장 크다는 것을 의미한다.

## 같이 보기
- 정보부족종
- 생물 다양성 협약